# ウリー・グドン
ウリー・グドンは、インドネシアのアチェ州の北アチェ県サワン郡サワン・ウタラ集落にある村。

## 地域の地理的位置
- タンジョン・ケマラ村に接する西側
- 東側はコット・クムネン村とパヤ・ドゥアに隣接している
- 北側はパロ・アウェとピント・マクムールの村に隣接している
- コットランビデン村との国境の南

### 集落
ウリー・グドン村には次の4集落がある。
1. コットテウエハムレット
2. コットモスクモスク
3. コットガタハムレット
4. プロテウンゴハムレット

## ガンポン政府
| 政府機関の構造 ウリー・グドン村 サワン地区 ノースエース | 政府機関の構造 ウリー・グドン村 サワン地区 ノースエース | 政府機関の構造 ウリー・グドン村 サワン地区 ノースエース | 政府機関の構造 ウリー・グドン村 サワン地区 ノースエース |
| ------------------------------------------------------- | ------------------------------------------------------- | ------------------------------------------------------- | ------------------------------------------------------- |
| いや                                                    | 位置                                                    | 名前                                                    | 義務                                                    |
| 1                                                       | ゲウチク・ガンポン                                      | ムハンマド・アブドラ                                    |                                                         |
| 2                                                       | 村長                                                    |                                                         |                                                         |
| 3                                                       | 村の会計係                                              |                                                         |                                                         |
| 4                                                       | 政府長                                                  | スリヤディ・スライマン                                  |                                                         |
| 5                                                       | 開発委員会                                              |                                                         |                                                         |
| 6                                                       | 総務                                                    |                                                         |                                                         |
| 7                                                       | トゥハプート                                            |                                                         |                                                         |
| 8                                                       | コット・テウエ・ハムレット長                            | アンワル・バンス                                        |                                                         |
| 9                                                       | コットメスジッドハムレットの頭                          |                                                         |                                                         |
| 10                                                      | コットジュタハムレットの頭                              |                                                         |                                                         |
| 11                                                      | Pulo Teungohサブビレッジのヘッド                        | ヌルアッバス                                            |                                                         |
| 12                                                      | イムエム・チク                                          | ブハリ・アリ                                            |                                                         |
| 13                                                      | 青少年委員長                                            | ムルサリン                                              |                                                         |
| 14                                                      | ケジュルエン・ブラング                                  |                                                         |                                                         |

## 村の施設
ウリー・グドン村で利用可能な場所/礼拝施設は次のとおり。 
- モスク （ババタクワモスク） [1]
- ムナサ/ムシャラ
- ダヤ/学習センター

### 教育施設
教育は、市民社会を創造する教育的、倫理的、倫理的な人々の世代を生み出すために、競争力があり、革新的で、創造的で、信頼できる世代を生み出すための主な鍵である。コミュニティの教育のニーズをサポートするために、ウリー・グドンは、村の教育施設を支援する政府と非政府組織（NGO）の注意を本当に必要としている。その村には、福祉を改善するために他の関係者からの助けと支援を必要とする非常に多くの貧しい人々がいるからである。
現在、利用可能な教育施設はごくわずか。
- 幼稚園 （TK / RA）
- 小学校 （SD 13サワン小学校） [2]
- ダヤ/学習センター

### 健康設備
- ウリーグドン補助保健センター [3]
- ウリー・グドン・ポシャンドゥ

### スポーツ施設
- ウリーグドンサッカー場
- サッカー場、コットテウエハムレット
- バレーボールコート

## コミュニティの職業
ウリー・グドンの人々は一般に農民/プランターとして働いている。村の女性は通常、スイングマット、裁縫、バッグや財布の作成などの手工芸品を所有しており、ウリー・グドン村には、特にアチェ人の財布やハンドバッグを作成する手工芸品に従事するいくつかの協同組合がある。

### 手芸製品
- パンダンマット
- アチェ財布
- 典型的なアチェバッグ

ウリー・グドンで生産される主な農産物は次のとおり。
- 水田
- とうもろこし
- ココナッツ
- パーム油
- ビンロウジュの実
- カカオ
- キャンドルナッツ
- チリ
- 野菜
- など

### 畜産
畜産の商品には以下が含まれる。
- 牛
- ヤギ
- 羊
- バッファロー
- 鶏肉
- アヒル
- 等[4]